# اچ‌ام‌اس ویتلی (ال۲۳)

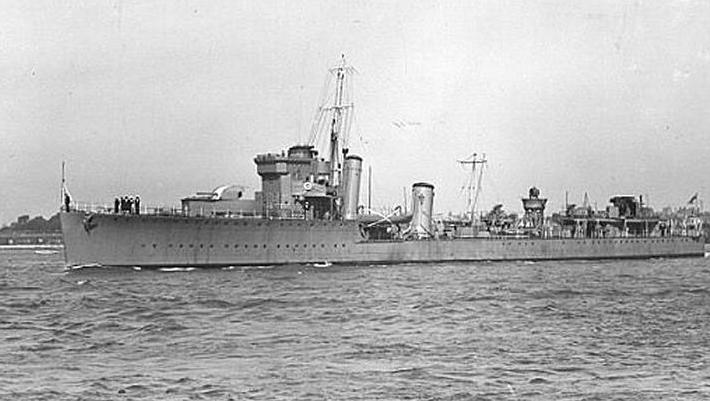
اچ‌ام‌اس ویتلی (ال۲۳)

اچ‌ام‌اس ویتلی (ال۲۳) (به انگلیسی: HMS Whitley (L23)) یک کشتی بود که طول آن ۳۰۰ فوت (۹۱ متر) بود. این کشتی در سال ۱۹۱۸ ساخته شد.